# Ferrocarril de Monkland y Kirkintilloch
El Ferrocarril de Monkland y Kirkintilloch (nombre original en inglés: Monkland and Kirkintilloch Railway, abreviado como M&KR), fue una de las primeras vías férreas mineras, que conectaba un pozo de carbón situado en Monklands con el Canal Forth y Clyde en Kirkintilloch, Escocia. Fue el primer ferrocarril en utilizar un transbordo con un canal, el primer ferrocarril público en Escocia, y el primero en también en Escocia en utilizar con éxito la potencia de las locomotoras, teniendo una gran influencia en el desarrollo exitoso de la industria del hierro de Lanarkshire. Se inauguró en 1826.
Fue construido para permitir el transporte más barato de carbón al mercado, rompiendo el monopolio del Canal de Monkland. Se conectaba con el canal Forth and Clyde en Kirkintilloch, dando acceso más adelante no solo a Glasgow, sino también a Edimburgo.
El desarrollo de los ricos depósitos de mineral de hierro en el área de Coatbridge hizo que el ferrocarril tuviera éxito, y las minas de hierro dependieron desde el principio del ferrocarril. Inicialmente se usó la tracción con caballos, pero más adelante se introdujeron locomotoras de vapor: el primer uso exitoso de este tipo en Escocia. El transporte de viajeros surgió más adelante, y durante un breve tiempo el M&KR explotó una sección de la ruta principal de pasajeros entre Edimburgo y Glasgow.
En 1848, la Compañía se fusionó con dos líneas ferroviarias contiguas para convertirse en los Ferrocarriles de Monkland; que a su vez fueron absorbidos por el Ferrocarril de Edinburgo y Glasgow. Una pequeña parte de la ruta original permanece en uso en el área de Coatbridge.

## Formación del ferrocarril
En las primeras décadas del siglo XIX, la ciudad de Glasgow tenía una demanda grande y creciente de carbón, para uso doméstico e industrial, y después del cese de la extracción de carbón de los pozos locales, este se abastecía principalmente del campo de carbón de Lanarkshire, centrado cerca de Airdrie, en Monkland. También hubo alguna extracción de mineral de hierro en la zona.
El Canal de Monkland se había inaugurado en 1794 y proporcionó un estímulo considerable a las minas de carbón de Monkland, y también se fomentaron los primeras fundiciones de hierro. Sin embargo, antes de la era de una red de carreteras adecuada, el canal tenía un monopolio virtual del transporte y fijaba sus precios en consecuencia. Su explotación de la situación tuvo tanto éxito que "durante muchos años rindió un dividendo del ciento por ciento ... que se derivaba únicamente de sus peajes sobre el carbón".
Un grupo de empresarios interesados promovió el Ferrocarril de Monkland & Kirkintilloch para unir los pozos de carbón y las fundiciones de hierro con el Canal de Forth y Clyde en Kirkintilloch. Si el carbón y los minerales se transbordaban allí, podrían llegar no solo a Glasgow, escapando del monopolio del Canal de Monkland, sino también a Edimburgo.
La propuesta obtuvo la autorización parlamentaria el 17 de mayo de 1824, con un capital social de 32.000 libras y potestad para recaudar 10.000 más mediante acciones adicionales o préstamos. La construcción comenzó por contrato el mes siguiente.
El ingeniero de la línea fue Thomas Grainger, en su primera gran empresa; anteriormente se había dedicado principalmente a proyectos de carreteras. Cuando se comprometió con la construcción del ferrocarril, tomó como asistente a John Miller, y un año más tarde los dos hombres formaron una sociedad, Grainger & Miller, que iba a estar muy involucrada en los trazados ferroviarios escoceses.
Se construyó con el ancho de vía de 4 pies 6 plg (1372 mm), y cuando se abrieron otros 'ferrocarriles carboneros' en el área en conexión con la línea, este ancho de vía se estableció para su uso común. No se sabe por qué Grainger eligió este ancho, a pesar de que debió conocer el gran éxito del Ferrocarril de Stockton y Darlington, construido con un ancho de 4 pies 8½ pulg. La convención para especificar el ancho no se había establecido en esta fecha tan temprana, y todavía en 1845, el Capitán Coddington de la Inspección de Ferrocarriles estaba describiendo otro ferrocarril y escribió: "Calibre de los rieles 4 pies 8½ desde el centro del riel al centro del riel, y 4 pies y 6 pulgadas desde el interior al interior del riel". No es imposible que Grainger pretendiera imitar a la línea de Stockton, pero que confundiera el parámetro. Cualquiera que sea la razón, inadvertidamente causó una gran desventaja al M&KR y a varios otros ferrocarriles carboneros del centro de Escocia.

## Apertura
Se dice que la línea se abrió en octubre de 1826, pero la sección al norte de Gartsherrie al menos debió haberse abierto durante mayo de 1826, aunque la "apertura" más temprana puede haber sido solo para pruebas. El 1 de junio de 1826, un comerciante de carbón, James Shillinglaw, anunció la venta de carbón de Gartsherrie en Edimburgo:
"El Carbón de Gartshearie (del Campo de Monkland) se presenta ahora por primera vez en Edimburgo, como consecuencia de la apertura del ferrocarril de Kirkintilloch".
Al principio, el ferrocarril no poseía vagones o caballos para tirar de ellos, y transportistas independientes operaban sobre la línea, pagando a la compañía un peaje por el privilegio. Pero a partir de 1835 la empresa empezó a adquirir su propia flota de vagones.
El M&KR operó con éxito desde su apertura: los ingresos fueron de 704 libras en 1826, 2020 en 1827 y 2837 en 1828. El precio del carbón en Glasgow cayó marcadamente, debido al debilitamiento del cartel previamente vigente. Sin embargo, todavía la mayor parte del carbón seguía llegando a Glasgow por el Canal (alrededor del 89% en 1830).

## Ruta

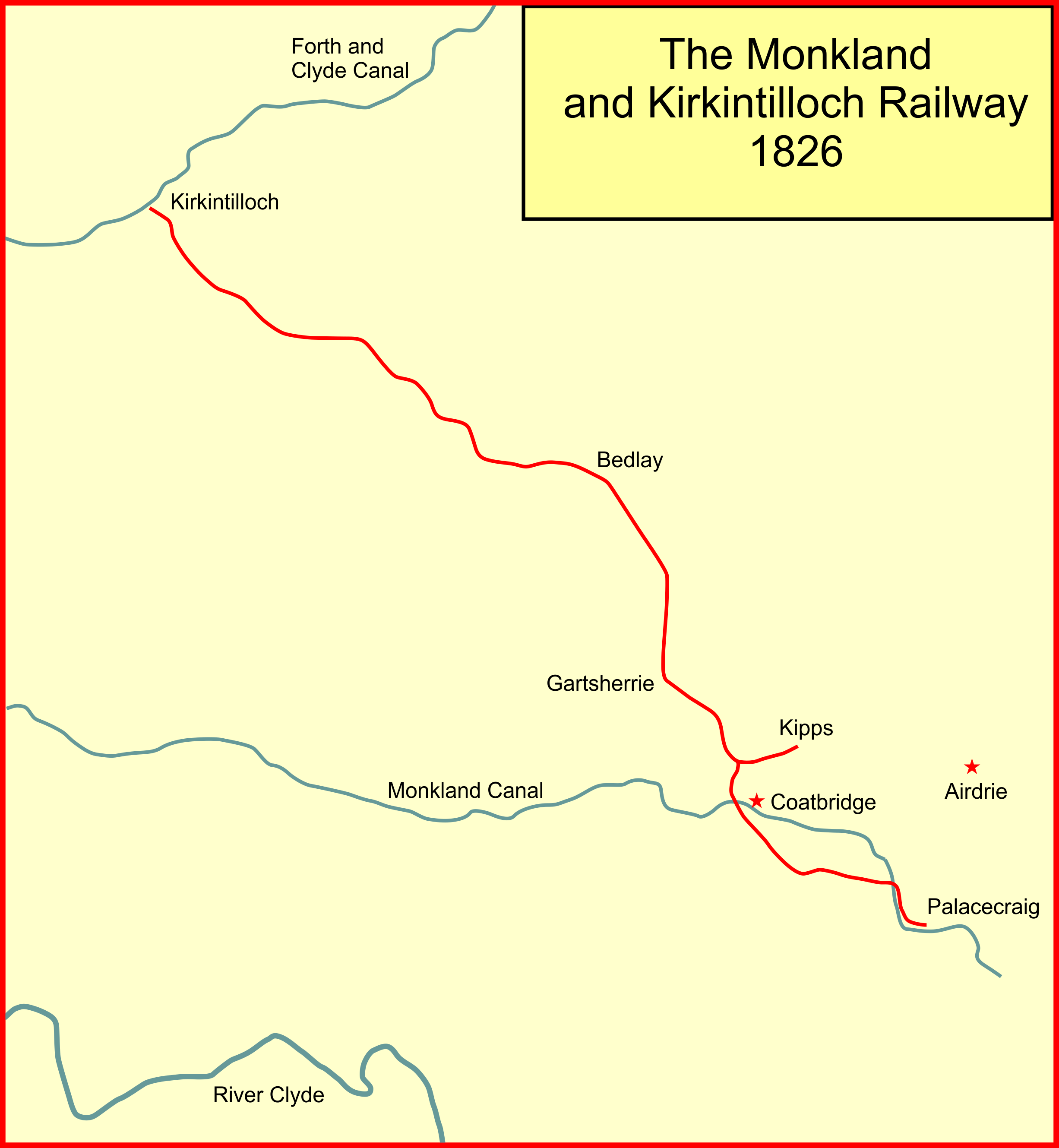
Mapa de la ruta original, con canales contemporáneos y ferrocarriles modernos

George Buchanan, en un escrito de 1832, describió la ruta:
El ferrocarril comienza en Palacecraig y Cairnhill Collieries aproximadamente a una milla al suroeste de Airdrie, y continúa nueve o diez millas al este de Glasgow en línea recta. Desde este punto corre aproximadamente una milla hacia el oeste, pasando cerca del norte de Calder Iron Works [de William Dixon]; luego gira hacia el noroeste, y aproximadamente media milla más adelante, cruza la carretera de Edimburgo y Glasgow por Airdrie, en el mismo punto donde esta carretera cruza el canal de Monkland por el puente Coat. Esto está a nueve millas de Cross en Glasgow, y dos millas al oeste de Airdrie. Desde este punto, la línea continúa casi hacia el norte durante un cuarto de milla, y aquí una pequeña rama se va hacia el este aproximadamente tres cuartos de milla, hasta la Carbonería de Kipps [cerca de la Carbonería de Kippsbyre de Archibald Frew]. Luego, la línea avanza hacia el norte durante aproximadamente una milla, pasando al este de Gartsherrie Coal and Iron Works, y hasta la Carbonería de Gargill, donde gira casi al norte durante dos millas; y girando nuevamente hacia el noroeste con varias vueltas hasta llegar al canal frente a Kirkintilloch.
La longitud total desde el puente de Cairnhill hasta el Canal de Forth and Clyde es de diez millas y la caída de unos 127 pies (38,7 m). En algunas partes está bastante nivelado y en otras se ejecuta con una inclinación suave pero variable. ... Originalmente se colocó con una sola línea de rieles y lugares de paso. Sin embargo, se tomó terreno para trazar una doble línea de camino y desde entonces esto se ha ido aplicando gradualmente. El costo de la línea original fue de aproximadamente 3700 libras por milla.
Priestley dijo que el desnivel de la bajada de Palacecraig al canal era de 133 pies 11 pulgadas (40,82 m), y de Kipps Colliery al canal de 161 pies 3 pulgadas (49,15 m). Los gradientes fueron moderados, siendo el más empinado en la línea principal de 1 en 120 (8,3 por mil) al este de Bedlay, y de 1 en 80 (12,5 por mil) en la rama de Kipps.
La línea cruzaba las calles Main y Bank a nivel, en lo que ahora es la rotonda de la calle Sunnyside, un poco al este de la línea elevada, que ahora cruza la calle Bank con un puente. El canal pasa por debajo de la carretera en este punto. El paso a nivel en este importante cruce de carreteras se eliminó cuando se construyó el puente de vigas de celosía en 1872.
Grainger había recibido instrucciones de "adaptar la plataforma para locomotoras", aunque el ferrocarril pasaba por debajo de Cumbernauld Road cerca de Bedlay en un túnel bajo, con solo 9 pies (2,74 m) de gálibo.

## Rieles Birkinshaw

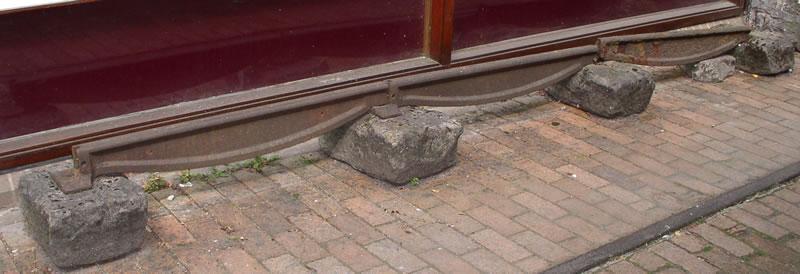
Raíles de vientre de pez usados en la línea de Cromford y High Peak

El M&KR usó traviesas de bloques de piedra con rieles de hierro maleable patentados por Birkinshaw. En esta fecha temprana, la tecnología de configuración de rieles no había madurado, pero John Birkinshaw había obtenido una patente en 1820 para un riel con perfil de vientre de pez de sección en T de hierro maleable. Su patente especificaba que debían formarse pasando a través de rodillos, pero al tener la forma de vientre de pez, presumiblemente solo se daba forma a la cabeza en los rodillos. El hierro fundido, tal como se había utilizado hasta entonces, era frágil y no se adaptaba al uso ferroviario pesado. Sin embargo, el hierro maleable se trataba térmicamente después de la colada, siendo capaz de resistir los impactos originados por la circulación de las locomotoras. El Ferrocarril de Stockton y Darlington fue el primer ferrocarril "público" en adoptar el carril de Birkinshaw; el Ferrocarril de Monkland y Kirkintilloch pudo ser el segundo o el tercero abierto al "público" en utilizarlos.

## Otros ferrocarriles, aliados y competidores

### Ferrocarril de Ballochney
Como el primer ferrocarril en una zona industrial en rápido desarrollo, el M&KR pronto descubrió que estaban surgiendo industrias más allá de su alcance. Si bien se construyeron algunas ramas cortas y extensiones (véase más abajo), otros ferrocarriles aceptaron el desafío y conectaron las nuevas instalaciones.
El primero en seguir al M&KR fue el Ferrocarril de Ballochney, que inaugurado en 1828, se dirigió hacia el este desde el final de la rama de Kipps hasta "esa parte del campo de carbón de Monkland al norte y al este de Airdrie". El Ballochney dependía del M&KR para el transporte posterior de los minerales, y sus relaciones eran amistosas.

### Ferrocarril de Garnkirk y Glasgow
El éxito de los ferrocarriles mineros en Gran Bretaña fue evidente, y antes de que se abriera el M&KR, los empresarios de Glasgow estaban proponiendo un ferrocarril directo: después de todo, el transporte por el M&KR implicaba el transbordo al canal en Kirkintilloch, y de ninguna manera era directo. El apoyo a la idea ganó fuerza rápidamente, y la línea directa, que se llamaría Ferrocarril de Garnkirk y Glasgow (G&GR), obtuvo la autorización parlamentaria en mayo de 1826. Al principio, se apartó del M&KR cerca de Bedlay y se dirigió más o menos directamente a Townhead, pero sus propietarios se lo pensaron bien, y cambiaron el punto de unión al puente de Gartsherrie.
El G&GR abrió en 1831, y al principio las relaciones con el M&KR fueron amistosas, porque su tráfico de minerales dependía del que se originaba en el M&KR. Desde el punto de vista del M&KR, tenían un muelle en el canal de aguas profundas de Forth y Clyde, al que llegaban embarcaciones marítimas, mientras que el G&GR debía terminar en el "corte de unión" en un canal poco profundo (la conexión en Townhead entre el Canal de Monkland y el Canal de Forth and Clyde).
A medida que la tecnología y el comercio se desarrollaron, esta relación cambió; el M&KR era un ferrocarril alimentador, dependiente de canales, mientras que el G&GR estaba concebido para el transporte hacia los puntos de consumo. Además, sus locomotoras eran técnicamente menos avanzadas; y el G&GR parecía abrazar la idea de extenderse y de acordar alianzas que amenazaban con cortar el M&KR. Gradualmente, el G&GR se convirtió más en un competidor que en un aliado.

### Ferrocarril de Slamannan
En 1840, el Ferrocarril de Slamannan se abrió entre un punto del Ferrocarril de Ballochney en Arbuckle y un muelle del Canal Union en Causewayend. Si bien los promotores sugirieron que el tráfico surgiría de los pozos de carbón situados en su recorrido, el objetivo obvio era transportar el carbón de Monklands a Edimburgo directamente, sin pasar por el Canal de Forth and Clyde y evitando gran parte del tránsito sobre el M&KR. Sin embargo, una ruta larga sobre un terreno despoblado, que terminaba en una pendiente pronunciada que debía remontarse con cuerdas y un transbordo al canal, limitaban seriamente su potencial.
La apertura de la línea de Slamannan dio lugar a un viaje más rápido para los pasajeros de Edimburgo a Glasgow, utilizando el  Canal de Edimburgo a Causewayend, y luego sucesivamente por utilizando los ferrocarriles de Slamannan, Ballochney, Monkland & Kirkintilloch, y Garnkirk & Glasgow; el viaje duraba cuatro horas.
Pasando a través de páramos remotos con pocos depósitos minerales en explotación, la línea de Slamannan nunca fue un éxito, y la apertura del Ferrocarril de Edinburgo y Glasgow, mucho mejor diseñado en 1842, le asestó un golpe casi definitivo.

## Desarrollo industrial
El desarrollo técnico en la producción de hierro tuvo una amplia influencia en el área de Coatbridge. Los minerales de hierro se habían extraído en la zona desde principios de siglo, pero David Mushet descubrió mineral de hierro de banda negra con un contenido metálico mucho más rico junto con material carbonífero, y en 1828 James Beaumont Neilson inventó el proceso de soplado en caliente de fundición de hierro. En la tercera y cuarta décadas del siglo XIX, la industria del hierro se expandió enormemente en el área de Coatbridge. Había 17 altos hornos en 1826 y 53 en 1843. El proceso de los altos hornos consumía grandes cantidades de carbón local. Los procesos anteriormente en uso habían requerido coque, para cuya producción los carbones locales eran inadecuados. Pero los nuevos procesos metalúrgicos permitieron incrementar la producción de carbón, así como la extracción de mineral de hierro.
El proceso de fundición también requería piedra caliza, transportada al principio por caballos y carretas desde el área de Cumbernauld; y arcilla refractaria, disponible en las áreas de Gartsherrie y Garnkirk, para fabricar ladrillos resistentes al fuego con el fin de revestir los hornos y soportar altas temperaturas.
El M&KR se encontró a caballo entre el centro de la industria de fundición de hierro, pero alineado y diseñado para transportar carbón a Kirkintilloch, pero no conectado a los pozos de carbón y de mineral de hierro en desarrollo. Esto generó un enorme potencial, pero también desafíos considerables a medida que se desarrollaban las necesidades de las industrias dominantes.
Se construyeron otros ferrocarriles mineros locales para acceder a los pozos y fundiciones, y como el M&KR estaba ubicado en el centro de la industria del hierro, trabajaron en colaboración con él y adoptaron el mismo ancho de vía 4 pies 6 plg (1372 mm). A medida que los ferrocarriles "interurbanos" se desarrollaron en otros lugares, se procedió a la conversión de ancho de vía al ancho internacional de 4 pies 8,5 plg (1435 mm), y rápidamente se convirtió en el medio de transporte dominante. El Ferrocarril de Edinburgo y Glasgow se inauguró en 1842. Las líneas locales del Monkland no podían transferir sus vagones a esas otras líneas y, operando con caballos y locomotoras técnicamente primitivas, en vías con durmientes de bloques de piedra, se encontraron en una situación de enorme desventaja.

## Crecimiento y desarrollo

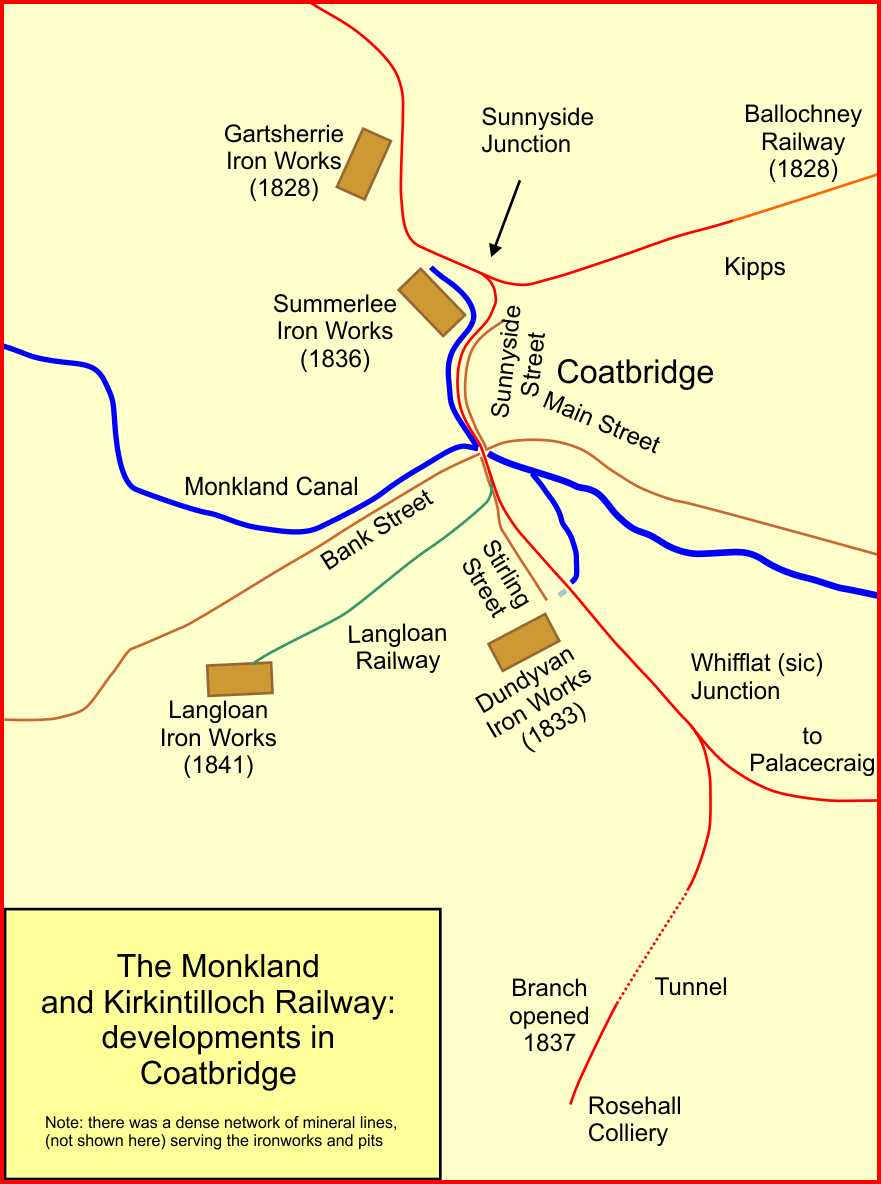
Detalle de la línea del M&KR en Coatbridge

Pronto se hizo evidente para los promotores del ferrocarril que había mucho trabajo por hacer en la línea "después" de la apertura, debido a su uso intensivo. En febrero de 1830 se informó que 5320 yardas (4865 m) de pista se había duplicado, y que 2000 yardas (1829 m) adicionales se duplicarían durante la primavera siguiente. Para ello se tomó la decisión de recaudar 10.000 libras adicionales de capital social, decisión autorizada según la Ley de 1824. Thomas y Paterson dan a entender que este trabajo estaba "haciendo que la línea se adaptara para recibir" locomotoras. La primera locomotora funcionó en 1831 (véase más abajo).
En 1833, el M&KR buscaba la autoridad parlamentaria para dos nuevas ramas y capital adicional, ya que el capital adicional de 1830 se había agotado. Los métodos operativos se revelaron cuando Charles Tennant usó la audiencia para presionar para modificar la forma de explotación. El M&KR operaba entre The Howes (Coatbridge) y Gargill con locomotoras; mientras que el G&GR estaba permitiendo a los transportistas operar con tracción de caballos, continuando hacia el M&KR, que había estado operando esta sección como dos líneas individuales, una para tracción a vapor y otra para caballos. El propio M&KR afirmó que los conductores de las carretas habían estado "quitando sus caballos [es decir, deslizándose cuesta abajo] y permitiendo que sus carros entraran en contacto y chocaran con los vagones de los trenes de vapor". Tennent exigió la conversión al funcionamiento ordinario de doble vía, y se realizaron muchas maniobras durante los trámites parlamentarios. Finalmente, el M&KR se salió con la suya, conservando la segregación del transporte de caballos y de locomotoras, sancionado por la Ley del 24 de julio de 1833. El capital adicional autorizado fue de 20.000 libras y se obtuvo como un préstamo bancario.
En 1834 se hizo otra conexión en Whifflet, cuando el Ferrocarril de Wishaw y Coltness hizo un cruce allí, trayendo el carbón de los pozos de Coltness a la red del M&KR.
En 1834-5, el Canal de Forth y Clyde construyó un cargadero en Kirkintilloch en terrenos del M&KR; originalmente, el punto de transbordo había sido un simple muelle junto a un canal. El nuevo cargadero se inauguró el 28 de febrero de 1835.
En 1835, el Canal de Forth y Clyde adquirió un barco de hierro de 14 toneladas equipado con rieles y una plataforma giratoria para transportar vagones de ferrocarril. El plan era cargar vagones del M&KR para su posterior transporte a cualquier punto del Canal; así como a los apartaderos de las fábricas, lo que aparentemente incluía la transferencia a buques de navegación marítima en Grangemouth, y posiblemente en Bowling. En lugares pequeños, los vagones individuales probablemente se maniobraban para colocarlos en posición firme, no necesariamente para apartarlos a las vías, y la disposición evitaba dos trasiegos del material transportado. En diciembre de 1835, el M&KR gastó 81 libras esterlinas en vagones nuevos y para tender rieles, es decir, hacer el acercamiento al punto de carga en Kirkintilloch. En 1836, el "barco de vagones de carbón" ganó 540 libras.
Se abrió una sucursal en 1837 desde Whifflat Junction (la ortografía actual es Whifflet) a Rosehall, pasando por un túnel corto. Allí había una mina de carbón y se construyeron varios tranvías para conectar los pozos de la zona con el M&KR. La línea fue arrendada por 30 años desde el domingo de Pentecostés de 1838 a Addie y Millar [o Miller], que iniciaron su explotación.
En 1839, la Compañía aseguró la autorización para un aumento sustancial de su capital, a 124.000 libras, "con el propósito de volver a colocar la línea con rieles pesados, y preparada para el tráfico en aumento". En julio de 1843 se autorizaron más líneas, con un capital incrementado a 210.000 libras esterlinas.
En 1842, el M&KR respondió al continuo crecimiento del tráfico adquiriendo cinco nuevas locomotoras y ténderes, y 232 nuevos vagones.
En 1846 se modificó la alineación alrededor de Sunnyside Junction en Coatbridge. La Ferrería de Gartsherrie se había ubicado entre el Canal de Monkland y el ferrocarril, y la línea se desplazó hacia el este, cerca de la calle Sunnyside, para permitir la ampliación de las instalaciones.

## Locomotoras
Cuando se abrió la línea, la fuerza motriz eran los caballos, propiedad de transportistas independientes. Sin embargo, se observaron los avances técnicos logrados en el Ferrocarril de Liverpool y Mánchester y se anunció que el Ferrocarril de Garnkirk y Glasgow utilizaría la potencia de las locomotoras. La empresa del M&K decidió comprar una locomotora, diseñada por George Dodds, el propio superintendente de la compañía, siendo construida por Murdoch, Aitken and Company de Glasgow. La Locomotora No. 1 (como fue designada) fue entregada el 10 de mayo de 1831:
Se tomó del taller, en Hill Street, el martes por la mañana, y al comenzar en el ferrocarril debajo de Chryston, circuló varias millas a lo largo de la vía del ferrocarril, a veces yendo a una velocidad de 15 millas por hora (24,1 km/h), aunque las máquinas de la empresa no están obligadas a moverse, cuando están cargadas, a una velocidad superior a 4 millas por hora (6,4 km/h).
La locomotora fue la primera en operar con éxito sobre una base comercial en Escocia. El M&KR gastó 5925 libras en reforzar la vía para permitir que las locomotoras pudieran operar eficazmente.
Los mismos fabricantes entregaron la máquina No. 2 el 10 de septiembre de 1831. Estas locomotoras eran del tipo "Killingworth", consideradas incluso en esta fecha bastante anticuadas: Dodds tenía una perspectiva conservadora y había especificado este tipo con preferencia a los técnicamente progresistas diseños ingleses de Robert Stephenson. Tenían dos cilindros verticales y los pistones tenían aros, Locomotives[cita requerida] la caldera medía 9 pies (2743 mm) de largo por 4+1/2 de pie (1372 mm) de diámetro, con 62 tubos de cobre 1+1/2 de pulgada (38 mm) de diámetro. La presión de trabajo era de 50 psi (344,7 kPa). Las ruedas tenían un diámetro de 4 pies (1219 mm). Se informó que las locomotoras eran muy fiables.
Cuando se adquirió la segunda locomotora, las dos unidades operaban a ambos lados del túnel de Bedlay, que tenía un gálibo inadecuado para el paso de las locomotoras; se utilizaron caballos a través del túnel. En enero de 1832 se inició el trabajo completo, se dobló la línea y se amplió el túnel. La ubicación en cuestión está en Bedlay, en una curva cerrada inmediatamente al sur de Stirling Road, ahora la A80.
Un factor clave en la capacidad de operar locomotoras en esta fecha temprana fue el uso de rieles de hierro forjado 'maleables', patentados por Birkinshaw, moldeados por máquinas en longitudes de 15 pies (4,57 m). Estos eran lo suficientemente fuertes como para soportar el peso de las locomotoras, a diferencia de las plataformas (como las del Ferrocarril de Kilmarnock y Troon, donde tuvo lugar el primer intento fallido de operar locomotoras en Escocia) o los rieles de hierro fundido ordinarios, que eran frágiles y propensos a fracturarse bajo cargas pesadas no suspendidas con resortes.
En 1837, la Compañía construyó un taller para locomotoras en Kipps. Las Locomotoras Nos. 3 y 4 fueron fabricadas por la propia Compañía en 1834 y 1838 respectivamente. Las locomotoras denominadas Zephyr, Atlas y Orion estaban operando en la década de 1840.

## Pasajeros

### Primeros días
La prueba de un vagón de ferrocarril tuvo lugar el 8 de julio de 1828; se informó en el periódico The Scotsman:
Coche de ferrocarril. El primer coche de ferrocarril construido en Escocia para el transporte de pasajeros, realizó un viaje de prueba en el barrio de Airdrie el martes. Es arrastrado por un caballo y puede circular por la vía del Ferrocarril Kirkintilloch, para transportar pasajeros a los barcos en el canal. Está destinado a transportar 24 pasajeros, pero comenzó con no menos de cuarenta, dentro y por fuera.
Tomlinson infiere que un servicio regular de pasajeros comenzó ese día, y los autores posteriores lo han seguido, pero no es seguro que la "prueba" condujera inmediatamente a un servicio regular. Si lo hizo, debe haber sido de Leaend (en el Ferrocarril de Ballochney) a Kirkintilloch. En cualquier caso, parece haber sido muy efímero.
Cuando el Ferrocarril de Garnkirk y Glasgow abrió su línea, operaba un servicio entre Leaend y su terminal de Townhead en Glasgow, pasando por parte del Ferrocarril de Ballochney y el ramal de M&KR Kipps, y haciendo escala en The Howes en Coatbridge. Había cuatro trenes en cada sentido todos los días. Como el M&KR operaba como una carretera de peaje en este momento, no había nada sorprendente en otro negocio, o en este caso, otra "compañía ferroviaria", operase trenes de pasajeros sobre la línea del M&KR.
Al principio, a partir del 1 de junio de 1831, se trataba de un servicio tirado por caballos, pero unas semanas más tarde el G&GR puso una locomotora, llamada "St Rollox", que llegaba hasta Gartsherrie. El M&KR no permitió que la locomotora cruzara su línea, por lo que la tracción de los caballos se hizo cargo de allí a Leaend. Este servicio continuó hasta 1843. La Guía Bradshaw muestra, en un tramo encabezado por el Ferrocarril de Garnkirk y Glasgow, trenes de pasajeros de Glasgow a Airdrie, etc., a las 7½ y 10½ a. m., 1½ y 4½ p. m. Airdrie a Glasgow, & c, 8¾ y 11¾ a. m., 2¾ y 5¾ p. m. Tarifas, Glasgow y Airdrie 1. 0d .-- 6d.
En junio de 1831 hubo un servicio tirado por caballos desde la ferrería de Calder(en el M&KR) a Gartsherrie, conectando allí con el servicio de Leaend a Glasgow, y en el verano de 1832 el G&GR anunció un servicio desde Cairnhill Bridge (cerca de la ferrería de Calder) a Glasgow, y también desde "Clarkston" (la ubicación de Clarkston Wester Moffat en el ferrocarril de Ballochney), vía Kipps:
Un vagón de ferrocarril sale de Clarkston y Cairnhill Bridge todos los miércoles a las ocho menos cuarto de la mañana y regresa con el tren de la tarde desde las Cocheras.
Otro anuncio con fecha del 15 de octubre de 1832 avisaba de que los coches de Clarkston y Cairnhill ya "no funcionaban".

### Servicios y estaciones de pasajeros del M&KR
Resumir las estaciones de pasajeros durante los días de M&KR es difícil y muchas fuentes son contradictorias. En los primeros días, los tranvías tirados por caballos probablemente se pararían donde alguien quisiera subir o bajar, sin necesidad de las instalaciones formales de una estación.
El 1 de junio de 1831 funcionó un servicio de pasajeros desde Airdrie Leaend hasta Howes (en Coatbridge) y luego hasta Gargill, que se extendió más tarde a Glasgow Townhead sobre el Ferrocarril de Garnkirk y Glasgow, operado en colaboración con esa línea. Hubo un servicio de conexión de corta duración por esta época desde Calder Iron Works hasta Gartsherrie. En el verano de 1832 se anunciaron servicios semanales desde Cairnhill Bridge y Clarkston para conectar con los trenes de Airdire a Glasgow.
Desde finales de 1839 hubo servicio desde Leaend a Howes, Chryston y Kirkintilloch Basin, pero probablemente cesó en 1840 o poco después.
Hubo un servicio de pasajeros desde Airdrie Hallcraig Street a Kirkintilloch (la estación de intercambio en el E&GR) desde el 26 de diciembre de 1844, y un servicio de conexión desde Kirkintilloch a Kirkintilloch Basin hasta el 23 de marzo de 1846. El servicio principal de pasajeros se suspendió el 26 de julio de 1847 mientras se modificó el ancho de vía. El 28 de julio de 1847 se reanudó el servicio, que pasó a llegar a Glasgow Queen Street. El 1 de diciembre de 1847, el servicio se desvió a Glasgow a través de la línea de Garnkirk desde Gartsherrie, pero el 10 de diciembre de 1849 fue revertido a Queen Street. Se prestó un servicio de conexión hacia el sur hasta el puente de Cairnhill, pero se acortó para terminar en Whifflat (actualmente Whifflet) el 1 de diciembre de 1850. Todo el servicio de pasajeros se suspendió el 10 de diciembre de 1851. Se restableció un servicio de pasajeros desde Glasgow Buchanan Street a Airdrie Hallcraig Street en agosto de 1852.
Tomando las estaciones de norte a sur, fueron las siguientes.
- Kirkintilloch Basin, abierta desde 1828 en el extremo norte del canal; cerrada como estación de pasajeros el 23 de marzo de 1846; había una cercana estación de los Ferrocarriles del Norte de Gran Bretaña, inaugurada en 1848,[24] y que continuó hasta 1964;
- Woodley; el Ferrocarril de Edimburgo y Glasgow tenía una estación llamada Kirkintilloch, junto a la moderna Easter Garngaber Road; el M&KR abrió la estación de Woodley un poco al norte en su línea en 1844; los pasajeros en conexión habrían tenido una caminata de 100 yardas (91,4 m); pero en el mismo año el M&KR construyó un ramal para intercambiar mercancías junto al E&GR en Garngaber y también hubo transbordo de pasajeros allí; (el M&KR y el E&GR tenían diferentes anchos de vía en esta fecha); la estación también se conoce como "Kirkintilloch" y también "Kirkintilloch Junction"; cerró el 26 de julio de 1847;
- Bridgend, en Gartferry Road, abrió alrededor de 1839 y cerró el 10 de diciembre de 1851;
- Bedlay, inaugurada en 1849 (es decir, después del final de la existencia independiente del M&KR) y cerrada de nuevo el mismo año;
- Garnqueen, probablemente en Main Street, abrió el 10 de diciembre de 1849; cerrada el 10 de diciembre de 1851;
- Gartsherrie, en el cruce con el G&GR, también conocida como Gargill; inaugurada el 1 de junio de 1831; y cerrada el 10 de diciembre de 1851; la estación adyacente de Caledonian continuó en 1940;
- The Howes: probablemente ubicada en el sitio de Sunnyside Junction; abrió en 1831 y cerró en 1851; también conocida como South End;
- Coatbridge: inaugurada el 10 de diciembre de 1849; cerrada el 10 de diciembre de 1851, en la línea del M&KR junto a la actual estación de Coatbridge Central (que se encuentra en la línea paralela del GG&CR); cuando la línea principal del M&KR fue reconstruida a un nivel más alto en la época del Ferrocarril del Norte Británico (para cruzar sobre Bank Street y eliminar el paso a nivel), se abrió una estación en el mismo lugar en 1871 en la nueva línea con la rasante elevada;
- Whifflat; (hoy en día se escribe "Whifflet"); inaugurada el 10 de diciembre de 1849; cerrada el 10 de diciembre de 1851; el NBR más tarde (1871) abrió una estación en este lugar);
- Calder Iron Works; inaugurada en junio de 1831; cerrada al poco tiempo;
- Puente de Cairnhill; abrió el verano de 1832; cerrada a mediados de octubre de 1832; reabierta por el Ferrocarril de Monklands el 10 de diciembre de 1849; y cerrada definitivamente el 1 de enero de 1850.[20]

La ubicación de la primera estación de Coatbridge "Howes" es especialmente difícil de determinar y no se muestra en ningún mapa disponible; cuando se inauguró el M&KR, Coatbridge aún no era una comunidad establecida. A veces se llamaba "The Howes", o simplemente "Howes". Cobb lo coloca en Kipps, pero puede estar equivocado. Martin dice que había una locomotora estacionaria en 1836 para acomodar el tráfico proveniente del Ferrocarril de Wishaw, y cita las cuentas para la compra de aparatos de bobinado y cuerdas. Este sistema se debió instalar para los trenes que subían la pendiente arrastrados mediante cuerdas que venían del sur hasta lo que se convirtió en Sunnyside Junction, desde el paso a nivel en Bank Street. Se puede ver la anotación "Howes Basin" situada inmediatamente al suroeste de la ubicación de Sunnyside Junction en el Mapa del Ordnance Survey de 1864. Cuando los trenes a Leaend se detenían en The Howes, debió de haber sido en el cruce donde la línea principal del M&KR y el ramal de Kipps divergían.

### Desarrollos posteriores
La apertura del Ferrocarril de Slamannan en 1840 dio lugar a un breve tráfico de pasajeros entre las ciudades de Edimburgo y Glasgow, con el recorrido siguiente: desde Edimburgo por el Canal Union hasta Causewayend, de allí por la línea de Slamannan hasta Arbuckle, y desde allí por el Ferrocarril de Ballochney hasta Kipps, por el M&KR a Gartsherrie y Garnkirk, y por último, en el Ferrocarril de Glasgow a Townhead hasta Glasgow. La duración del viaje era de cuatro horas desde el centro de Edimburgo, y había tres pendientes remontadas con cuerdas en la ruta. El tiempo de viaje en diligencia era similar. Al principio fue un éxito, pero el tráfico de pasajeros disminuyó pronto y la apertura del Ferrocarril de Edimburgo y Glasgow en 1842 le puso fin. Ninguna de las estaciones se menciona en la Guía Bradshaw de 1843 ni en la de 1850.
No parece que hubiese muchos intentos de retomar el negocio de los pasajeros en años posteriores, ni tan siquiera en la línea principal de Kirkintilloch. Sin embargo, a partir del 26 de diciembre de 1844, cuatro trenes circulaban diariamente desde la estación de Hallcraig Street en Airdrie (recién inaugurada en la línea de Ballochney) hasta una estación de intercambio en el punto de intersección con el Ferrocarril de Edinburgo y Glasgow, algo al este de la actual Estación de Lenzie. Esto supuso un nuevo estímulo a disponer una estación de intercambio, dado que los dos ferrocarriles tenían diferentes anchos de vía en este momento. La empresa Ballochney compró siete coches de segunda mano al Ferrocarril de Midland para el servicio. También en diciembre de 1844, un transporte de pasajeros tirado por caballos circuló desde Kirkintilloch hasta el viaducto de Bothlin, en el punto de intersección (es decir, sobre el extremo norte del M&KR) con fines de conexión, aunque parece que el servicio duró muy poco tiempo.
El M&KR modificó su ancho de vía al ancho estándar el 26 y 27 de julio de 1847, y al día siguiente el servicio desde Airdrie pudo llegar a Glasgow (Queen Street) a través de Bishopbriggs; el viaje pasó a durar 45 minutos. Debió existir una escala de tarifas más baja sobre la porción del E&GR (presumiblemente proporcional a las tarifas cobradas en el G&GR a Glasgow, y subcotizando las tarifas propias del E&GR). En noviembre, el E&GR notificó que cobraría la tarifa completa por su parte del viaje. Esto significó que las tarifas ahora eran iguales a viajes mucho más largos en el propio M&KR, por lo que la compañía transfirió el servicio de tren de regreso a la ruta del G&GR desde el 1 de diciembre de 1847. Sin embargo, se regresó a la ruta de Bishopbriggs desde el 10 de diciembre de 1849 hasta diciembre de 1851, cuando se suspendió definitivamente el servicio.

## Pérdida de competitividad
En la época en la que se construyó el Ferrocarril de Monkland y Kirkintilloch se produjo una enorme aceleración en la tasa de cambio tecnológico, y las líneas pioneras (los "ferrocarriles del carbón") se vieron abandonadas al ser sustituidas por ferrocarriles más avanzados, como el Ferrocarril de Edinburgo y Glasgow (E&GR), que abrió su línea diseñada para trenes de arrastre con locomotoras rápidas en 1842.
La línea de Monkland y Kirkintilloch quedó atrás muy pronto. Tenía un ancho de vía que impedía trabajar con las redes en desarrollo; y para transportar minerales a Glasgow, dependía del transbordo a un canal o de la transferencia a otra línea (el G&GR). Además, para llegar a Edimburgo era aún peor: el acceso era por el Ferrocarril de Ballochney, con dos planos inclinados accionados con cuerdas, luego por la línea de Slamannan, con otro plano inclinado trabajado con cuerdas, y finalmente transbordando en Causewayend al Canal Union.
Esta desventaja competitiva fue igualmente sentida por los otros ferrocarriles del carbón con los que colaboraba el M&K: las empresas del Ballochney y del Slamannan. Decidieron que sus intereses residían en la colaboración y formaron un acuerdo de trabajo conjunto a partir del 29 de marzo de 1845. En 1844, el M&KR había construido un corto ramal para el transbordo con el E&GR en Garngaber, un poco al este de la actual estación de Lenzie. El inconveniente del transbordo enfatizó el hecho de que su ancho de vía no era el estándar e impedía una fácil transferencia de tráfico a la red ferroviaria en desarrollo.
Trabajando juntos, decidieron cambiar el ancho de vía al ancho estándar; obtuvieron autorización parlamentaria y efectuaron el cambio juntos el 26 de julio y el 27 de julio de 1847.
El Garnkirk y Glasgow habían sido originalmente uno de los "ferrocarriles del carbón", pero su gestión fue más acertada. Al principio era un aliado cercano, pero poco a poco se convirtió en un competidor. Cambió su ancho de vía a estándar unas semanas después que el M&KR, y en 1845 abrió su nueva línea sin pasar por el M&KR, convirtiéndose en el Ferrocarril de Glasgow, Garnkirk y Coatbridge (GG&CR), aliándose más estrechamente con el Ferrocarril de Wishaw y Coltness (W&CR) al sur. En ese momento, los promotores estaban adelantando la idea de un ferrocarril desde Carlisle, conectando con la red inglesa en desarrollo, y necesitaban una ruta desde Southern Uplands hasta Glasgow. Este acceso fue claramente proporcionado por el W&CR y el GG&CR, que se transformaron de ferrocarriles del carbón a elementos de una línea principal interurbana.
El nuevo Ferrocarril Caledonian abrió su línea principal de Carlisle a Glasgow (sobre la línea de Garnkirk) en 1848, enfatizando el aislamiento del M&KR. Al mismo tiempo, el Caledonian abrió una ruta a Greenhill, para conectarse allí con el Ferrocarril Central Escocés. El Caledonian usó una sección corta de la ruta del Monkland y Kirkintilloch, entre Gartsherrie y Garnqueen South Junction, para acceder a su ruta siguiente. En décadas posteriores, el tráfico de Motherwell a Perth adoptó esta ruta, y en el siglo XX, los trenes expresos de pasajeros del Caledonian utilizaron lo que se había convertido en una sección del Ferrocarril Británico del Norte, y desde 1923 como las respectivas compañías sucesoras, el Ferrocarril de Londres, Midland y Escocés utilizó las vías del Ferrocarril de Londres y del Noreste.

## Fusión
El acuerdo de trabajo conjunto entre el M&KR, el Ferrocarril de Ballochney Railway y el Ferrocarril de Slamannan funcionaba bien, mientras las presiones competitivas aumentaban, y las tres empresas decidieron fusionarse: lo hicieron el 14 de agosto de 1848, formando una nueva empresa llamada Ferrocarriles de Monkland.
La nueva empresa tomó medidas para consolidar su negocio, construyendo una serie de sucursales para minas de carbón; una rama más larga a Bathgate y una nueva industria química que trabaja allí; una rama a Bo'ness; y, finalmente, la "Nueva Línea" que unía Coatbridge y Airdrie con Bathgate directamente, a través de Armadale.
La compañía Monkland Railways fue absorbida por el Ferrocarril de Edinburgo y Glasgow por una ley del Parlamento, fechada el 5 de julio de 1865, efectiva a partir del 31 de julio de 1865. Un día más tarde (el 1 de agosto de 1865) el Ferrocarril Británico del Norte absorbió la línea de Edimburgo y Glasgow.

## Después de 1865
El Ferrocarril de Monkland y Kirkintilloch se había construido como una línea norte-sur que conectaba con un canal, y los otros ferrocarriles del carbón tenían orígenes igualmente obsoletos. Por el momento, el tráfico de minerales era dominante, pero se requería un acceso más directo a Glasgow, proporcionado desde 1871 por la línea de Coatbridge a Glasgow. Esto permitió un acceso de pasajeros mucho más directo desde el área de Monklands a Glasgow, y una ruta directa de Edimburgo a Glasgow, en un eje este-oeste, que recorría brevemente la ruta del M&KR. Los trenes en el eje norte-sur, desde Motherwell hacia Stirling, utilizaron la sección corta de la ruta del M&KR entre Gartsherrie y Garnqueen como ya se describió.
Pasando por Coatbridge, la línea atravesaba Main Street y Bank Street en su punto de cruce mediante un paso a nivel. Esta solución era muy problemática, y en 1871 los Ferrocarriles de Monkland elevaron el perfil de la línea para cruzar Bank Street utilizando un gran puente de celosía de hierro. También existía un ramal que corría hacia el este desde el lugar del paso a nivel hasta una mina y una fábrica de hierro cerca de la actual rotonda de Coatbank Street. Cuando se reconstruyó la línea principal, se formó una nueva conexión con el ramal a partir de un cruce a poca distancia más al sur, y se habilitó una estación de mercancías en Sheepford. Otra vía de apartado daba servicio a la Ferrería de Rochsholloch y a una fábrica de tubos.
En 1878, el North British Railway patrocinó un ferrocarril nominalmente independiente, el Ferrocarril de Glasgow, Bothwell, Hamilton y Coatbridge, para desarrollar el acceso a las minas de carbón. Estaba conectado a la línea de la mina de Rosehall cerca de Whifflet, dando acceso directo hacia la ferrería de Coatbridge.
En 1895 se abrió una derivación desde Bridgend Junction hasta Waterside Junction, lo que permitió pasar desde la ruta del M&KR hacia el norte hasta la ruta del E&GR hacia el este, evitando el cambio de sentido de los trenes en Lenzie.
En el siglo XX, los mejores días de la industria del hierro de Monklands habían pasado, y se produjo un declive gradual. Además, la duplicación del acceso a los pozos y factorías restantes fue perjudicial para la antigua línea del M&KR.
En 1959 se cerraron las dos conexiones a la línea principal del E&GR (en Lenzie y Waterside Junction). La sección de Sheepford ya se había cerrado en 1951, y la línea de Bothwell cerró en 1955. La sección de Cairnill y Palacecraig cerró en la década de 1950. El 2 de abril de 1966, la línea principal a la estación de mercancías de la cuenca de Kirkintilloch se cerró al norte de Bedlay Colliery. Este sector también cerró en 1969, dejando en servicio un tramo con paso por Leckethill, pero en 1982 la línea al norte de Gartsherrie se cerró por completo.

## sigloXXI
En 2008 quedaban en servicio dos tramos muy cortos de la línea del M&KR:
- La línea norte-sur desde Sunnyside Junction hasta Whifflet (aunque la sección de la ruta se reconstruyó con una rasante elevada para eliminar el paso a nivel en Bank Street en 1871/2.[11]
- La sección hacia el este desde Sunnyside Junction hasta Greenside Junction, ahora parte de la línea Glasgow-Airdrie, electrificada en 1960.

## Enlaces a otras líneas y modos de transporte
- Ferrocarril de Ballochney en Kipps.
- Ferrocarril Caledonian Línea Principal en Garnqueen South Junction y Gartsherrie North Junction.
- Canal Forth y Clyde en Kirkintilloch
- Ferrocarril de Garnkirk de Glasgow en Gartsherrie Junction
- Ferrocarril de Slamannan
- Ferrocarril de Wishaw y Coltness